# Felidi più grandi esistenti

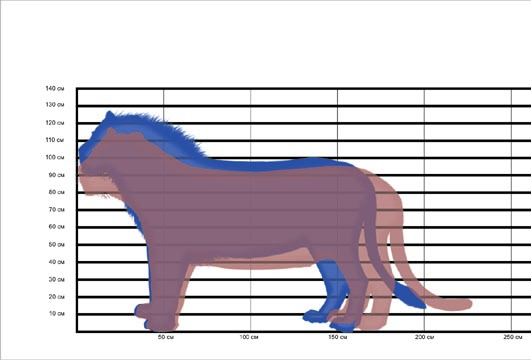
Confronto tra le dimensioni tipiche del leone e della tigre.

La seguente lista dei felidi più grandi esistenti comprende le dieci specie di Felidae, ordinate per peso e dimensione massimi registrati per individui allo stato selvatico.

## Lista
La lista non comprende esemplari ibridi.
| Pos. | Nome comune                  | Nome scientifico  | Immagine | Peso massimo (kg)           | Lunghezza (m) | Altezza al garrese (m) | Continenti             | Areale | Stato di conservazione |
| ---- | ---------------------------- | ----------------- | -------- | --------------------------- | ------------- | ---------------------- | ---------------------- | ------ | ---------------------- |
| 1    | Tigre                        | Panthera tigris   |          | 388,7 (non verificato)      | 4.17          | 1,27                   | Asia                   |        | In pericolo            |
| 2    | Leone                        | Panthera leo      |          | 313 (in natura, contestato) | 3,64          | 1,35                   | Asia, Africa           |        | Vulnerabile            |
| 3    | Giaguaro                     | Panthera onca     |          | 160                         | 2,8           | 1,0                    | Nord e Sud America     |        | Prossimo alla minaccia |
| 4    | Puma                         | Puma concolor     |          | 125,2                       | 2,8           | 1,0                    | Nord e Sud America     |        | Rischio minimo         |
| 5    | Leopardo                     | Panthera pardus   |          | 96,5                        | 2,75          | 0,9                    | Asia, Africa ed Europa |        | Vulnerabile            |
| 6    | Ghepardo                     | Acinonyx jubatus  |          | 75                          | 2,5           | 1,0                    | Africa, Asia           |        | Vulnerabile            |
| 7    | Leopardo delle nevi          | Panthera uncia    |          | 75                          | 2,5           | 0,75                   | Asia                   |        | Vulnerabile            |
| 8    | Lince europea                | Lynx lynx         |          | 45                          | 1,5           | 0,75                   | Asia, Europa           |        | Rischio minimo         |
| 9    | Leopardo nebuloso del Borneo | Neofelis diardi   |          | 27                          | 1,9           | 0,65                   | Asia                   |        | Vulnerabile            |
| 10   | Leopardo nebuloso            | Neofelis nebulosa |          | 23                          | 1,9           | 0,7                    | Asia                   |        | Vulnerabile            |